# Master of Brutality
Master of Brutality è il  primo album in studio del gruppo musicale doom metal giapponese Church of Misery, pubblicato nel 2001. Come avviene negli album di questa band, per ispirazione dai Macabre, molte canzoni sono biografie di serial killer; in questo caso, gli assassini presenti sono Edmund Kemper, Peter Sutcliffe, Herbert Mullin e John Wayne Gacy.

## Tracce
1. Killifornia (Ed Kempel) – 8:23
2. Ripping Into Pieces (Peter Sutcliffe) – 7:46
3. Megalomania (Herbert Mullin) – 5:26
4. Green River – 4:30
5. Cities on Flame with Rock and Roll – 4:00
6. Master of Brutality (John Wayne Gacy) – 11:20